# Parapsammodius integer
Parapsammodius integer är en skalbaggsart som beskrevs av Bates 1887. Parapsammodius integer ingår i släktet Parapsammodius och familjen Aphodiidae. Inga underarter finns listade i Catalogue of Life.